# Agbodrafo
Agbodrafo est une commune du sud du Togo située dans la préfecture des Lacs, en région maritime. C'est une ville balnéaire bordée d'un côté par l'Océan Atlantique et de l'autre par Lac Togo. Elle était connue des Européens sous le nom de Porto-Seguro.

## Localités
La commune d'Agbodrafo comporte les localités suivantes
- Goumou Kope
- Agbata-Allaglo[4]
- Devikeme
- Agbpdrafo
- Kpogan-Agbetiko
- Kosi-Agbavi
- Agbata-Lanzo
- Agbodan-Kope
- Aguvudu
- Dague
- Nimagna
- Djasseme
- Follygah
- Gbodjome
- Kpessi
- Sewa-Tchrikope
- Togo-Kome

## Patrimoine culturel
La Maison Wood (ou Maison des esclaves) se trouve à Agbodrafo.